# Sven Brehmer
Sven Brehmer, född 1717, död 6 april 1773 i Gränna stadsförsamling, Jönköpings län, var en svensk borgmästare och politiker.

## Biografi
Sven Brehmer föddes 1717. Han blev 1737 student vid Lunds universitet och 1751 borgmästare i Gränna. Brehmer avled 1773 i Gränna.
Brehmer var riksdagsledamot för borgarståndet i Gränna vid riksdagen 1751–1752, riksdagen 1755–1756, riksdagen 1760–1762, riksdagen 1765–1766, riksdagen 1769–1770 och riksdagen 1771–1772.
Brehmer gifte sig med Sara Molin (1741–1798). Efter Brehmers död gifte hon om sig med borgmästaren Johan Fredrik L'Orange i Gränna.